# Lucy Thomas
Lucy Thomas (Wigan, Lancashire, 21 februari 2004), is een Engelse zangeres bekend van de The Voice Kids UK editie 2018. Ze bracht al meerdere CD's uit, zong de hoofdrol voor de musical Rosie en onderhoudt een YouTube kanaal met muziekvideo's van haarzelf en in duet met haar zus Martha.

## Levensloop
Gesteund vanaf het begin door haar moeder Louise en later door een zangcoach, zingt Lucy al vanaf haar 7 jaar. Ze trad in haar jeugd op tijdens meerdere evenementen, waaronder op het plaatselijke stadhuis en tijdens benefits.  
Wanneer ze werd uitgenodigd voor deelname aan de editie van 2017 van The Voice Kids UK op BBC One, sloeg ze het aanbod af omdat ze zich beter wenste voor te bereiden. Een jaar later nam ze wel deel aan de editie van 2018 waar ze met coach Danny Jones tot in de halve finale geraakt.
Hoewel Lucy de finale niet bereikte, werd ze wel direct opgemerkt en kreeg ze een platencontract bij Cavendish Records. Tussen 2019 en 2022 bracht ze onder dat label jaarlijks een CD met 12 nummers uit. In 2023 verscheen haar nieuwe CD Beyond onder het Absolute-label en in 2024 verscheen Rosie The Musical terug onder Cavendish Records.
Vanaf 2024 is ze gestart met optredens in Manchester en Londen en staat de theater versie van de musical Rosie op haar planning. Naar de toekomst toe wil ze eigen nummers maken en ooit als filmactrice figureren.

## Discografie

### Albums
- 2019 Premiere, Cavendish Records
- 2020 Encore, Cavendish Records
- 2021 Timeless, Cavendish Records, met 3 Martha Thomas duetten
- 2022 Destiny, Cavendish Records
- 2023 Beyond, Absolute
- 2024 Rosie The Musical, Cavendish Records

## Optredens
- 2018
  - The Voice Kids UK
- 2024 
  - Manchester (5 maart) - Stoller Hall met pianist James Breckon
  - Londen (22 oktober) - Theatre Royal, Drury Lane